# Сухоречка (Илекский район)
Сухоречка — село в Илекском районе Оренбургской области. Село и прилегающие территории образуют Сухореченский сельсовет. 
Заслуженные люди Глинушкин Алексей Павлович российский фитопатолог, академик РАН

## История
9 марта 2005 года в соответствии с законом Оренбургской области № 1899/341-III-ОЗ образовано сельское поселение Сухореченский сельсовет, установлены границы муниципального образования.

## Население
| 2010 | 2012 | 2013 | 2014 | 2015 | 2016 | 2017 |
| ---- | ---- | ---- | ---- | ---- | ---- | ---- |
| 617  | ↘604 | ↘588 | ↗596 | ↘586 | ↘579 | ↘559 |
| 2018 | 2019 | 2020 | 2021 |      |      |      |
| ↘547 | ↘534 | ↘530 | ↘502 |      |      |      |

## География
Находится у озера Голодное, возле впадения в неё речки Сухоречка.